# Дебора Вотлинг
Дебора Патриша Вотлинг (енгл. Deborah Patricia Watling; Лондон, 2. јануар 1948 — Фринтон на Мору, 21. јул 2017) била је британска глумица. Вотфилдова је најпознатија по улози Викторије Вотерфилд у научно-фантастичној серији Доктор Ху.
Отац Деборе Вотлинг је познати глумац Џек Вотлинг, брат јој је политичар Џајлс Вотлинг, а полусестра глумица Дилис Вотлинг.